# جامعة فاروس بالإسكندرية
جامعة فاروس بالإسكندرية هي جامعة مصرية خاصة بمدينة الإسكندريّة. تم إنشاءها بموجب القرار الجمهوري رقم 252 بتاريخ 15 يوليو عام 2006، وكانت وقتها تضم 7 كليات. وفي 15 أغسطس 2009، صدر قراراً جمهورياً آخر رقم 203 بالموافقة على إنشاء 4 كليات أخرى، ليصبح مجموع كليات الجامعة إحدى عشر كليّة. أصبح العدد 12 كلية الآن بعد إضافة كلية الحاسبات والمعلومات.

## الكليات
- الصيدلة
- طب الاسنان
- الهندسة
- العلوم الطبية التطبيقية
- العلاج الطبيعى
- العلوم المالية والادارية
- اللغات والترجمة
- الدراسات القانونية
- السياحة وإدارة الفنادق
- الاعلام وفنون الاتصال
- الفنون والتصميم
- الحاسبات والمعلومات والذكاء الاصطناعي

## وصلات خارجية
- جامعة فاروس بالأسكندرية